# Модерна школа
Модерна школа (шп. Escuela Moderna) је дело каталонског педагога Франсиска Ферера, у коме оштро критикује стање модерног система образовања. Ова књига је један од основа анархистичке литературе.
Ферер у овом делу овако описује модерну школу:
Школа је затвор за децу, како физички тако интелектуални и морални, којим се усмерава развој њихових способности у жељеном правцу; одузима им контакт са природом како би их могла обликовати према својим потребама... Данас образовати значи припитомити, извежбати и удомаћити... Постоји само једна јасна идеја и жеља: привикнути децу на послушност, да верују и мисле по друштвеним догмама које одржавају то друштво... Не дозвољава се спонтани развој дететових способности, његово слободно задовољавање физичких, интелектуалних и моралних потреба; битно је само наметнути му да мисли на начин који ће сачувати данашње институције; жели се створити индивида врло добро адаптирана друштвеном механизму... Понављам: школа није ништа друго него оруђе за владање у рукама владаоца. Они нису никада желели уздизање појединца и стога је непотребно очекивати нешто од школе како је данас организована: Наставници су скоро увек само оруђе свесне жеље државе за индоктринацијом и репродукцијом доминантне културе, и обликовања младих умова путем друштвених, културних и религиозних догми које одржавају ово ауторитарно друштво.